# Погром
Погром (рус. погром — „разарање”, „пустошење”) био је облик масовног антијеврејског насиља у Руској Империји, западној Европи (крај 19. и почетак 20. века) и нацистичкој Немачкој. Данас се под овим појмом подразумева прогањање и других етничких, верских и расних група.
Први погроми догодили су се у Русији крајем 19. века. Цар Александар II убијен је у атентату који су организовали револуционари у нади да ће на тај начин збацити аутократски режим. После убиства пронеле су се лажне гласине да су цара убили Јевреји.
У априлу и мају 1881. године велике групе локалног становништва извршиле су погроме у областима Јекатеринослава, Кијева и Одесе. Јеврејска имовина је пљачкана и уништавана, а многи Јевреји су убијени. Полиција и власт су то ћутке гледале. У току наредне две године у Украјини је извршено близу 150 погрома, а царска влада је тек у мају 1882. године најавила строго кажњавање нереда.
Ускоро после погрома 1881. и 1882. почело је масовно исељавање руских Јевреја у Америку и Палестину.

## Неки од најпознатијих погрома у историји
- Азијска вечерња 86. п. н. е.
- Сицилијанска вечерња 1282.
- Бартоломејска ноћ 1572.
- Арменски геноцид 1915.
- Кристална ноћ 1938.
- Сарајевски погром над Србима 1914.
- Погром над Србима у Првом светском рату 1914—1918.
- Погром над Србима у Другом светском рату 1941—1945.
- Геноцид у Руанди 1994.
- Мартовски погром 2004.